# Nouyarn Island
Nouyarn Island är en ö i Kanada.   Den ligger i territoriet Nunavut, i den östra delen av landet, 2 000 km norr om huvudstaden Ottawa. Arean är 4,0 kvadratkilometer.
Terrängen på Nouyarn Island är platt. Öns högsta punkt är 95 meter över havet. Den sträcker sig 3,0 kilometer i nord-sydlig riktning, och 3,0 kilometer i öst-västlig riktning.